# 路易斯·加西亚·普拉萨
路易斯·加西亚·普拉萨（西班牙語：Luis García Plaza，1972年12月1日—）是西班牙前職業足球員，司職中後衛。曾担任西甲球隊維拉利爾主教练。

## 外部連結
- 基達菲官方檔案 （页面存档备份，存于） （西班牙文）
- BDFutbol檔案 （页面存档备份，存于） （英文）
- Transfermarkt檔案 （页面存档备份，存于） （英文）